# Ivresse de la métamorphose
Ivresse de la métamorphose est un roman inachevé de Stefan Zweig, non publié de son vivant. Le titre n'est pas de Stefan Zweig, il est extrait d'une phrase du livre. 
Ce livre a été conçu en rassemblant plusieurs manuscrits retrouvés dans les archives de l'écrivain : « Un premier cahier, rédigé à Salzbourg en 1930-1931, relate l'aventure de Christine à Pontresina et s'arrête à son retour au pays ; le second écrit en exil à Londres en 1938-1939, correspond à la deuxième partie du roman ». 

## Présentation
1926. Christine est auxiliaire des postes à Klein-Reifling, petit village à deux heures de train de Vienne. Comme partout dans la jeune république d'Autriche, les années de guerre ont fait des ravages. Chaque journée commence par une économie et se termine en comptant les miettes. À vingt-huit ans, Christine qui a perdu son père et son frère dans le conflit mondial, vit avec sa mère malade. Résignée à la misère, elle n'a plus la force de rechercher la joie.
Un matin, elle reçoit un télégramme. Sa riche tante, qui arrive des États-Unis en villégiature en Suisse, l'invite à passer quelques jours de vacances. Hésitante à l'idée de laisser sa mère seule, elle ne peut cependant pas refuser une telle occasion de prendre un peu de repos. Elle emballe quelques affaires et avec appréhension monte dans un train pour l'Engadine.
Étrangère au monde dans lequel elle pénètre, elle est d'abord intimidée, mais très vite, grâce aux efforts de la tante qui la prend en main, c'est la métamorphose. Les nouvelles robes, parures et coiffure font d'elle une jeune fille légère, désinvolte, s'enthousiasmant pour toutes ces nouveautés. Elle séduit tout le monde et chacun voit en elle une riche héritière pleine d'avenir. Mais, son succès attise aussi les jalousies et bientôt l'imposture est démasquée. La tante la renvoie chez elle. 
Au village, la mère vient de mourir. Christine, elle, doit retourner habiter dans son unique pièce, reprendre son travail derrière les barreaux du bureau de poste et continuer sa vie de misère. Peu à peu, la colère et l'amertume la gagnent. 
C'est dans cet état d'esprit qu'elle rencontre Ferdinand, ancien combattant, infirme de guerre, qui lui aussi a perdu l'idéalisme de ses jeunes années. Ensemble, ayant trouvé l'un dans l'autre un peu de compréhension, ils vont essayer de faire un bout de chemin, mais la pauvreté et la honte qui en découle, ainsi que la révolte face à la société bourgeoise, les enfonceront progressivement dans un désespoir morbide.

## Analyse et commentaire
Cette œuvre, publiée à titre posthume, se déroule dans l'Autriche de l'entre-deux-guerres. La première partie, centrée sur le personnage de Christine, témoigne des réalités de l'après Première Guerre mondiale et se veut une satire de cette vieille Europe qui panse ses plaies. La deuxième partie, par la bouche de Ferdinand, est plus dure, plus virulente face à ce continent qui s'enfonce toujours un peu plus dans la barbarie. On sent que l'humanisme de Stefan Zweig est profondément ébranlé par les modifications de la société et la montée du fascisme. « Zweig avait lui-même souffert des désordres politiques en Autriche. Une perquisition dans sa maison de Salzbourg en 1934 par des éléments nationalistes l'avait profondément affecté, entraînant un premier départ en Angleterre ».
Dans ce roman, Zweig dépeint le contraste entre la vie luxueuse d'une certaine élite et le désarroi, la pauvreté du petit peuple. Il analyse les sentiments et la complexité des rapports humains face à ces injustices, chaque personnage réclamant sa part de bonheur, sa part de vie volée par les années de guerres et les humiliations.
Dans ce contexte historique, le désespoir des personnages sonne comme celui de Zweig et la fin du roman semble annoncer le suicide de l'écrivain à Petrópolis, Brésil, le 22 février 1942.

## Adaptations

### Au cinéma
- 1951 : Das gestohlene Jahr avec Oskar Werner

### À la télévision
- 1989 : L'Ivresse de la métamorphose d'Édouard Molinaro, avec Evelyne Bouix et Niels Arestrup